# Ricardo Martinelli

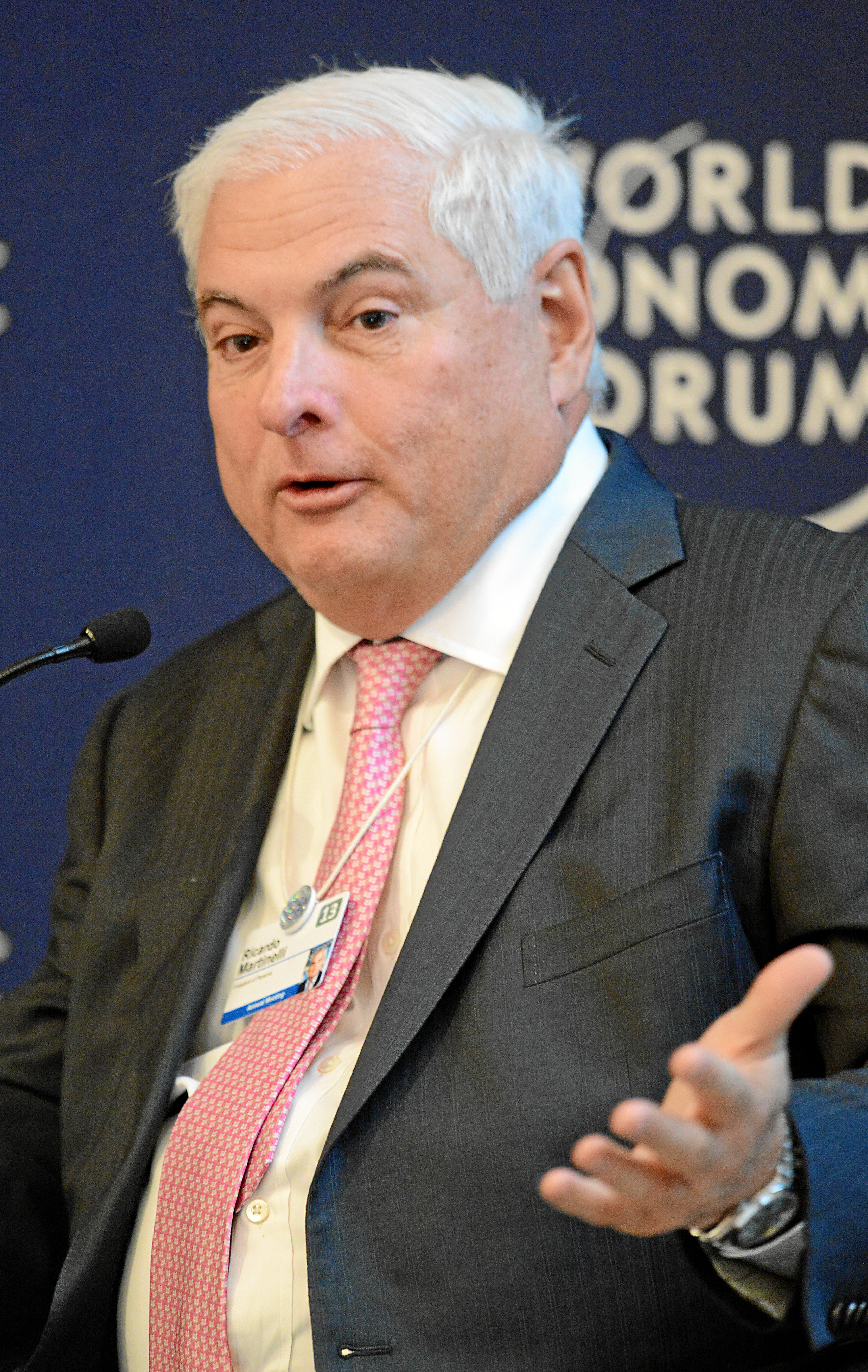
Ricardo Martinelli (2013)

Ricardo Alberto Martinelli Berrocal (* 11. März 1952 in Panama-Stadt) ist ein panamaischer Politiker und Unternehmer. Er gründete 1997 die rechtspopulistische Partei Cambio Democrático und war von 2009 bis 2014 Staatspräsident von Panama. Er steht wegen Korruptionsermittlungen im Konflikt mit der panamaischen Justiz. Im Juli 2023 wurde er im Rahmen der New-Business-Ermittlungen wegen Geldwäsche zu einer Freiheitsstrafe von 10 Jahren und 8 Monaten sowie zur Zahlung von umgerechnet etwa 17 Millionen Euro verurteilt.

## Leben
Martinelli ist der älteste Sohn von Ricardo Martinelli Pardini, einem Zahnarzt italienischer Abstammung, und Gloria Berrocal Fabrega, eine Verwalterin spanischer Abstammung. Martinelli besuchte die Staunton Military Academy und schloss dort im Jahre 1969 seine Sekundarbildung ab. Er erwarb 1973 an der University of Arkansas den Bachelor of Business Administration und 1977 den Master of Business Administration an der INCAE Business School. Er kehrte später aus geschäftlichen Gründen nach Panama zurück.
Er ist mit Marta Linares de Martinelli verheiratet. Martinelli und seine Frau haben drei Kinder, zwei Söhne sowie eine Tochter.

## Unternehmerische Karriere
In den 1970er-Jahren arbeitete Martinelli bei Citibank. Seit 1981 arbeitete er als Führungskraft bei dem Unternehmen Almacén 99, dessen Konten er zuvor bei Citibank verwaltet hatte. Bis zum Jahre 1985 hatte er das Unternehmen zu einer Supermarktkette unter dem Namen Supermercados 99 (Super 99) umfunktioniert, welche zu den größten Supermarktketten des Landes gehört. Das Unternehmen übernahm er im Jahre 1986. Auch während seiner Präsidentschaft erwarb er mehrere Unternehmen, darunter insbesondere das Medienunternehmen NexTV und den Zeitungskonzern EPASA. Letzterer ist der Mutterkonzern für einige der größten Zeitschriften des Landes, etwa Critica und Panamá América Laut dem Urteil gegen Martinelli im Juli 2023 sollen die Aktien und das Vermögen der Verlagsgruppe EPESA durch den panamaischen Staat beschlagnahmt werden.
Von 1985 bis 1987 fungierte Martinelli als Direktor der Panamaischen Handelskammer, von 1993 bis 1995 als Präsident der Italienisch-Panamaischen Handelskammer und später als Präsident der Vereinigung der Lebensmittelhändler. Die Nachrichtenagentur Bloomberg News schätzte sein Vermögen im Jahre 2015 auf 1,1 Mrd US-Dollar.

## Politischer Werdegang

### Frühes Engagement und Direktor der Sozialversicherungskasse (1993–1996)
Erstmals wurde Martinelli 1993 in der ehemaligen liberalen politischen Partei Panamas Partido Solidaridad aktiv. Zur gleichen Zeit unterstützte er auch die Partei Partido Revolucionario Democrático (PRD). Als der PRD mit seinem marktliberalen Präsidentschaftskandidaten Ernesto Pérez Balladares die Wahl des Jahres 1994 gewann, wurde Martinelli zum Direktor der panamaischen Sozialversicherungskasse (CSS) ernannt. Er hielt diesen Posten bis in den Juli 1996, als er ihn unter Druck des Präsidenten verließ. Innerhalb dieser zwei Jahre wurde er kontrovers wahrgenommen. Insbesondere seine Versuche der Teilprivatisierung der Sozialversicherungskasse stießen auf Kritik. Der Verband der Ärzte und Zahnärzte der Sozialversicherung (AMOACSS) protestierte gegen Privatisierungsversuche, ging im Januar 1996 in den Streik über und forderte neben Gehaltserhöhungen explizit seinen Rücktritt. Der damalige Generalsekretär der Vereinigung, Mauro Zuniga, nannte die Forderung nach Martinellis Rücktritt „nicht verhandelbar“ und warf ihm als Bankier einen Interessenskonflikt vor. Martinelli selbst wies Behauptungen, er wolle die medizinischen Dienste oder die Rentenkasse Panamas privatisieren, zurück.

### Gründung des Cambio Democrático und Minister für Kanalangelegenheiten (1998–2003)
Weniger als zwei Jahre nach seinem Rücktritt gründete Martinelli am 20. März 1998 die politische Partei Cambio Democrático (CD). Ein Jahr später unterstützte er den PRD in einem Referendum, das beabsichtigte, die Wiederwahl des Präsidenten zu ermöglichen. Dieses Referendum scheiterte allerdings, über 60 % der Abstimmenden entschlossen sich gegen den Vorschlag. In der aufkommenden Präsidentschaftswahl von 1999 distanzierte sich Martinelli von dem PRD und trat mit dem CD dem Wahlbündnis Alianza Unión por Panamá bei, welches für die Kandidatin des Partido Arnulfista Mireya Moscoso, der Witwe des früheren Präsidenten Arnulfo Arias, einstand. Der CD war neben dem Partido Arnulfista die mitgliederstärkste Partei des Wahlbündnisses. Moscoso, die sich gegen ihre Konkurrenten durchsetzte, ernannte Martinelli in ihrer neuen Regierung zum Minister für Kanalangelegenheiten und Vorsitzenden des Verwaltungsrats der Panamakanal-Behörde.
Da die Übergabe des profitablen Panamakanals durch die Vereinigten Staaten von Amerika an Panama am Ende dieses Jahres geschah, wie in den Torrijos-Carter-Verträgen beschlossen, genoss der Posten eine hohe Relevanz. Während seiner Zeit in der Regierung war er Verfechter einer Modernisierung und Erweiterung des Panamakanals. Die Kapazität des Kanals wurde immer limitierter, da zunehmend mehr Schiffe Panamax-Abmessungen, also zu der Zeit nur etwas mehr als ein Meter kleiner als der Kanal selbst, oder für den Panamakanal untragbare Postpanamax-Abmessungen erreichten. Die Panamakanal-Behörde erarbeitete unter Martinelli infolgedessen Studien über mögliche Optionen, den Kanal auszubauen und trug einige Erweiterungen und Modernisierungen bereits mit. Auch eine Veränderung der Gebührenstruktur hin zu einer marktorientierten Bepreisung geschah während seiner Amtszeit. Die Schiffe wurden ab Oktober 2002 in verschiedene Klassen nach Industriestandards eingeteilt und zusätzliche Dienste durch Lokomotiven wurden auf die Gebühren aufgeschlagen. Zuvor wurden die Kosten unabhängig vom Schiffstyp mithilfe einer festen Rate pro Tonne kalkuliert. Am 20. Januar 2003 trat Martinelli von seinen Posten innerhalb der Kanalbehörde zurück, um sich seiner Präsidentschaftskandidatur im kommenden Jahr zu widmen. Der Verwalter der Panamakanal-Behörde, Alberto Alemán Zubieta, lobte Martinelli:

“In the nearly four years Mr. Martinelli served as Chairman, the Canal has made some of its most significant and impressive changes. These changes, including the move to run the Canal as a market-oriented business, have made the Canal safer, faster and more efficient. I appreciate his dedication, [...]”

„In den fast vier Jahren, in denen Herr Martinelli den Vorsitz innehatte, hat der Kanal einige seiner bedeutendsten und beeindruckendsten Veränderungen vollzogen. Diese Veränderungen, einschließlich der Umstellung des Kanals auf ein marktorientiertes Unternehmen, haben den Kanal sicherer, schneller und effizienter gemacht. Ich schätze sein Engagement, [...]“

### Präsidentschaftskandidatur und Bruch mit älteren Regierungen (2004–2007)
Bei den Präsidentschaftswahlen von 2004 trat Martinelli gemeinsam mit Roxana Méndez – einer Psychologin, Sozialarbeiterin und Gründerin der panamaischen Nichtregierungsorganisation Casa Esperanza – als Kandidat der zu diesem Zeitpunkt größtenteils von ihm finanzierten und geleiteten Partei Cambio Democrático an. Unter anderem sprach er sich für ein Freihandelsabkommen mit den USA und ein multinationales Zentrum zur Bekämpfung von Drogenhandel gemeinsam mit den USA aus, er hätte den Vereinigten Staaten hierzu auch Militärpräsenz in Panama angeboten. Er war mit rund 80.000 Stimmen, der schwächste der vier angetretenen Kandidaten, obwohl Martinelli große Geldmengen in den Wahlkampf investiert hatte. Die CD war neben der Partido Solidaridad die einzige der größeren Parteien, die kein Wahlbündnis eingegangen ist.
Martinelli übte während des Wahlkampfes deutliche Kritik gegenüber den vorherigen Regierungen, trotz seiner Teilhabe in diesen. Die Opposition warf ihm im Bezug auf diese Vorwürfe Demagogie und Doppelmoral vor. Laut der Zeitschrift Plainview Herald sagte Martinelli in einem zeitgenössischen Interview:

«Es hora de terminar con los políticos tradicionales que tanto daño han hecho y que tienen al pueblo sufriendo»

„Es ist an der Zeit, den traditionellen Politikern, die so viel Schaden angerichtet haben und die Menschen leiden lassen, ein Ende zu setzen“

Er bekräftigte diese Haltung in einem Interview mit der panamaischen Tageszeitung La Prensa aus dem Januar 2007.

### Wahlsieg in der Präsidentschaftswahl 2009
In der Präsidentschaftswahl des Jahres 2009 trat Martinelli erneut als Präsidentschaftskandidat für die Cambio Democrático an. In dieser Wahl bildete er als Parteivorsitzender des CD allerdings gemeinsam mit dem MOLIRENA, dem Partido Panameñista (früher: Partido Arnulfista, kurz: PP) und der Unión Patriótica das Wahlbündnis Alianza por el Cambio. Sein Vizepräsidentschaftskandidat war Juan Carlos Varela, der damalige Parteivorsitzende der Partido Panameñista. Ursprünglich war die Koalition zwischen CD und PP noch ungewiss, da Varela bereits von seiner Partei zum Präsidentschaftskandidaten ernannt wurde. Nachdem allerdings die Zusammenarbeit zwischen PP und MOLIRENA zerbrach und der MOLIRENA begann, Martinelli zu unterstützen, zog Varela seine Kandidatur zugunsten einer gemeinsamen Allianz mit Martinelli und dem CD zurück.
In den Medien stellte Martinelli sich volksnah dar, er wurde beispielsweise im Fernsehen beim Ausüben mehrerer Handwerksberufe gezeigt. Zu seinen Wahlversprechen gehörten laut seiner damaligen Wahlkampfseite unter anderem die stärkere finanzielle Förderung des Sports, Steuervorteile für ausländische Investoren und Unternehmen, die junge und unerfahrene Arbeitnehmer einstellen, die Unterstützung von antidiskriminierender Gesetzgebung, die Aufhebung der Dieselsteuer sowie die Reduzierung der Benzinsteuer. Zusätzlich unterstützte er noch die Einführung einer beitragsfreien Rente von monatlich 100 Balboa für ältere Menschen ohne Rentenanspruch und versprach, gegen die wachsende Kriminalität und Korruption in Panama einzustehen.
Die Präsidentschaftswahl am 3. März 2009 gewann Martinelli. Sein Wahlbündnis erhielt 60 % der Stimmen, seine Hauptkonkurrentin Balbina Herrera von dem PRD erreichte 37,6 %. In der panamaischen Nationalversammlung erhielt der CD 14 von 71 Sitzen, Martinellis Wahlbündnis konnte aber, vor allem durch die 22 Sitze der PP, auch dort eine Mehrheit erlangen. Einer der Bündnispartner des CD, die Unión Patriótica, fusionierte im Juli 2011 mit dem Cambio Democrático.

### Präsidentschaft (2009–2014)
Martinellis Regierung musste zu Beginn ihrer Amtszeit die Folgen der Weltfinanzkrise bekämpfen. Die panamaische Wirtschaft hatte durch ein Ausbauprojekt des Panamakanals bis ins Jahr 2008 mit einem Wirtschaftswachstum von über 10 % geboomt. Im folgenden Jahr flaute dieses Wachstum auf 3,9 % ab. Die Erholung fand allerdings relativ schnell statt, im Jahr 2011 hatte es sich bereits wieder auf ein Niveau vor der Krise erholt. Panama war eines der wenigen Länder der Region, das die Finanzkrise mit einem vergleichsweise geringen Schaden überstanden hat.
Im Jahr 2010  wurden durch die Regierung Martinelli zwei Steuerreformen auf den Weg gebracht. Unter anderem wurde durch diese Reformen die Körperschafts- und Einkommenssteuer verringert und die Mehrwertsteuer von 5 % auf 7 % erhöht. Trotz Protesten gegen die Änderungen wurden die Reformen übernommen. Die drei großen Ratingagenturen Moody’s, S&P und Fitch verbesserten darauffolgend das Rating Panamas auf BBB-. Unter Martinelli wurden verteilt auf seine 5 Jahre Amtszeit planmäßig insgesamt 15 Milliarden US-Dollar in Infrastrukturprojekte, Forschung, Bildung und für Gesundheit investiert. Unter diese Investments fiel auch die erste U-Bahn-Linie der Nation.
Auch trat im Jahr 2010 das umstrittene Gesetz 30 in Kraft, das unter anderem Einschränkungen des Streikrechts vorsah. Diese Maßnahmen zogen Demonstrationen und Streiks nach sich, in der panamaischen Provinz Bocas del Toro starben in Kämpfen zwischen Arbeitern und Polizisten mehrere Streikende, über 300 Menschen wurden verletzt und über 100 festgenommen. Als Folge auf diese Konflikte hob die Regierung später die Bestimmungen wieder auf.
Im Januar des darauffolgenden Jahres wurden von der Regierung mehrere Änderungen hinsichtlich der Bergbaugesetze vorgeschlagen. Unter anderem haben indigene Gruppierungen wie die Ngobe-Bugle und Naturschutzverbände gegen den Vorschlag protestiert, der den Bergbau in dem indigenen Territorium Ngöbe-Buglé ermöglicht hätte. Dort liegt eines der größten Kupfervorkommen der Welt. Noch im selben Monat wurde das Gesetz verabschiedet. Nach Demonstrationen im Februar, die manchmal auch in Kämpfen mit der Polizei endeten, wurde das Gesetz durch Martinelli annulliert. Im Januar 2012 wurde ein ähnliches, schärferes Gesetz erneut im Parlament debattiert. Nach Straßenblockaden durch das Volk der Ngobe-Bugle, Konflikten mit der Polizei und missglückten Verhandlungen mit der panamaischen Regierung wurde am 22. März 2012 ein weiteres Gesetz verabschiedet, welches den Bergbau im Territorium Ngöbe-Buglé verbietet. Der Bau von Dämmen mit dem Ziel der Energieerzeugung durch Wasserkraft wurde hingegen fortgeführt. Zukünftig sollte der Bau von Wasserkraftwerken allerdings von den indigenen Gruppierungen abgesegnet werden. Die Eingeborenen würden von errichteten Kraftwerken dann 5 % des Jahresumsatzes erhalten. Während der Demonstrationen in 2012 starben mehrere Menschen, mehrere Dutzend wurden verletzt oder inhaftiert.
Im Jahr 2011 bildete eine Regierungskrise in Panama hervor. Präsident Martinelli entließ den damaligen Vizepräsidenten und Außenminister Juan Carlos Varela von seiner Position als Außenminister. Martinelli begründete dies damit, dass Varela zu viele Ämter an seine Person bündele und seine Ämter zugunsten seiner zukünftigen Präsidentschaftskandidatur vernachlässige. Er forderte Varela zusätzlich auf, auch als Vizepräsident zurückzutreten. Varela lehnte dies ab und erklärte zusätzlich die Koalition zwischen dem Partido Panameñista und dem Cambio Democrático für beendet. Als Reaktion auf die Entlassung des Außenministers traten auch der damalige Finanzminister und der Minister für Wohnungsbau zurück. Varela hingegen trat als Vizepräsident nicht zurück und blieb Teil der Regierung, entwickelte sich allerdings während die Regierungszeit Martinellis zu einem starken Regierungskritiker und Oppositionsführer. Der CD verlor durch das Aus der Koalition mit dem im Parlament starken PP ursprünglich ihre Mehrheit in der Nationalversammlung, doch nach Übertritten von Abgeordneten des PP und PRD konnte der CD gemeinsam mit dem Bündnispartner MOLIRENA eine stabile Mehrheit erlangen. Martinellis Zustimmungsrate in der Bevölkerung ist nach der Regierungskrise auf einen Mindeststand von 43 % im Mai 2012 gesunken.
Die Gesamtqualität der Präsidentschaft Martinellis ist kontrovers. Die gute wirtschaftliche Entwicklung während seiner Amtszeit stehen im Kontrast zu mehreren Vorwürfen von Menschenrechtsverstößen und Korruption. Der Landesbericht über Panama vom Bertelsmann Transformation Index merkt an, dass unter Martinelli die panamaische Wirtschaft sehr gute Ergebnisse erzielte, sein autoritärer Stil aber für Missgunst innerhalb der Bevölkerung sorgte. Das Forschungs- und Beratungsunternehmen Oxford Business Group äußerte sich ähnlich und hebt die wirtschaftliche Entwicklung und die Investitionen in Sozialprogramme sowie Infrastrukturprojekte besonders hervor, erwähnt aber auch das Auftreten mehrerer Vorwürfe der Korruption und des Missbrauchs öffentlicher Gelder. Der damalige Vorsitzende des panamaischen Arms von Transperency International, Ramon Arias, argumentierte, dass der ökonomische Boom während Martinellis Amtszeit vor allem auf den von seinem Vorgänger Martín Torrijos begonnene Ausbau des Panamakanals zurückzuführen ist. Seine Amtszeit sei vor allem von Korruption, Budgetüberschreitungen und Improvisation gezeichnet gewesen. Miguel Antonio Bernal, Professor für Rechtswissenschaften an der Universität von Panama und Menschenrechtsaktivist, warf Martinelli aufgrund mutmaßlicher Offenheit für Korruption vor, Panama mehr Schaden als die Diktaturen der vorangegangenen Jahrzehnte zugefügt zu haben.
Martinelli durfte laut der panamaischen Verfassung, die es Präsidenten nicht erlaubt, zwei nacheinanderfolgende Amtszeiten zu belegen, nicht wieder als Präsidentschaftskandidat antreten. Seine Frau Marta Linares de Martinelli wurde allerdings zum Running Mate des Präsidentschaftskandidaten des Cambio Democrático, dem früheren Minister für Wohnungsbau José Domingo Arías, gewählt. Kritiker warfen Martinelli vor, seine Frau als Instrument zu nutzen, um die Amtszeitenbeschränkung der Verfassung zu umgehen. Er und seine Frau dementierten dies. In den Wahlen unterlag Arias als zweitstärkster Kandidat mit 31,4 % der Stimmen allerdings Varela, der 39,1 % erreichte.

### Gründung des Partido Realizando Metas (2021)
Am 24. März 2021 erkannte das Tribunal Electoral den „Partido Realizando Metas“ als politische Partei an. Die Partei wurde von Martinelli gegründet, er ist auch Präsident der Partei. Martinelli hatte schon im Jahre 2020, nachdem ein Berufungsgericht einen Freispruch von Korruptionsvorwürfen wieder aufgehoben hatte, angekündigt, im Jahre 2024 wieder für den Posten des Staatspräsidenten antreten zu wollen. Die Partei, die keine Abgeordneten für die Nationalversammlung stellt, hatte im Oktober 2022 laut offiziellen Angaben 194.736 Mitglieder. Damit war sie zu diesem Zeitpunkt die panamaische Partei mit den viertmeisten Mitgliedern.

### Wahlkampf und Ausschluss von der Präsidentschaftswahl (seit 2023)
Martinelli trat als Präsidentschaftskandidat für die von ihm geführte Partei Realizando Metas an. Im Wahlkampf fokussierte er sich auf Versprechungen bezüglich des Ausbaus der Infrastruktur und des Bildungswesens, brachte Gehaltsbeschränkungen von Politikern ins Gespräch und setzte sich ferner für höhere internationale Investitionen ein. Im Wahlkampf präsentierte er sich auch als Alternative zu der aktuellen Politik und interpretierte sein damals noch laufendes Gerichtsverfahren als Missbrauch der Justiz, der aus Angst gegenüber ihm geschehe. Im März 2024 schloss das Tribunal Electoral Martinelli von der Präsidentschaftswahl desselben Jahres aus, da panamaische Bürger, die zu einer Freiheitsstrafe von mehr als fünf Jahren verurteilt wurden, nicht mehr als Präsidentschaftskandidaten antreten dürfen. Anstelle von Martinelli trat der von ihm unterstützte ehemalige Minister José Raúl Mulino für Realizando Metas an. Ein Versuch, seine Kandidatur zu unterbinden, wurde zwei Tage vor der Wahl durch den panamaischen Obersten Gerichtshof zurückgewiesen. Sowohl Martinelli als auch Mulino nach dem Ausschluss des Ersteren hatten über längere Zeit alle  Wahlumfragen angeführt und gelten als beliebte Kandidaten. Mulino gewann die Wahl mit 34 % der abgegebenen Stimmen.

## Kontroversen

### Eingriffe in die Pressefreiheit
Im Januar 2011 unterstützte Martinelli eine vom damaligen Präsidenten der Nationalversammlung José Muñoz vorgeschlagene Gesetzesänderung, die es ermöglicht hätte, Beleidigungen gegenüber dem Präsidenten und allen gewählten Beamten mit Gefängnisstrafen von zwei oder vier Jahren zu belegen. Dieser Vorschlag erhielt große internationale Kritik, unter anderem von der Nichtregierungsorganisation Reporter ohne Grenzen, da er mutmaßlich gegen Menschenrechtsvorgaben der Organisation Amerikanischer Staaten verstieß. Am 9. Januar kündigte Martinelli an, sein Veto einzulegen, sollte diese Gesetzesänderung vom Parlament verabschiedet werden. José Muñoz zog den Vorschlag folgend am 11. Januar zurück.
Mehrfach wurde das Vorgehen der panamaischen Regierung gegen regierungskritische Reporter verurteilt. Während der Demonstrationen von indigenen Gruppierungen gegen die Änderungen an den Bergbaugesetzen im Jahr 2011 wurden die beiden spanischen Journalisten Paco Gómez Nadal und Pilar Chato festgenommen. Martinelli beschuldigte Gómez, Anstiftung zum Protest begangen zu haben. Nach Angaben der Reporter wurden sie von den panamaischen Behörden zwei Tage später dazu gedrängt, einer freiwilligen Rückführung nach Spanien zuzustimmen. Als Konsequenz darauf dürften sie erst zwei Jahre später wieder nach Panama zurückkehren. Dies war einer Deportation zu bevorzugen, da sie dort erst nach 4 Jahren berechtigt gewesen wären, zurück nach Panama zu kommen. Reporter ohne Grenzen bezeichnete den Vorgang als politisch motiviert, da die Reporter aufgrund ihres Engagements für die indigenen Völker mit der Linie der Regierung kollidieren würden. Auch über einen Monat nach dem Ablauf der zweijährigen Frist zur Rückkehr konnten die beiden Reporter das Land noch immer nicht betreten.
Auf der Rangliste der Pressefreiheit ist Panama aufgrund von Angriffen gegen Journalisten, auch von Politikern ausgehend, vom Platz 55 von 179 im Jahre 2009 auf den Platz 111 von 179 im Jahre 2013 abgerutscht.

### Korruptionsvorwürfe

#### Finmeccanica-Skandal
Im Jahr 2010 hat die panamaische Regierung dem italienischen Rüstungskonzern Finmeccanica einen Auftrag im Umfang von rund 250 Millionen Dollar zugeteilt. Es sollten unter anderem Transporthubschrauber und Radaranlagen angeschafft werden. Doch im Jahr 2012 wurden Korruptionsanschuldigungen gegen mehrere panamaische und italienische Unternehmer und Politiker, darunter auch Martinelli, erhoben. Das Unternehmen Agafia, das vermeintlich bei dem Deal zur Beratung diente, hätte 25 Millionen Dollar Beratungsgebühr erhalten sollen. Martinelli wurde vorgeworfen, Beteiligter an Agafia zu sein. Ein in den Fall involvierter Polizist sagte aus, dass das Unternehmen allein der Bestechung von panamaischen Beamten diente. Martinelli hätte laut seiner Aussage 33 % von den 25 Millionen Dollar erhalten sollen.
Vizepräsident Varela beschuldigte Martinelli, 30 Millionen Dollar an Bestechungsgeld an sich genommen zu haben. Dieser erhob am 10. Mai 2012 Anzeige wegen Verleumdung und verlangte nunmehr von Varela 30 Millionen Dollar Schadensersatz. Am 10. Oktober desselben Jahres zog er die Anzeige zurück. Martinelli wurde nie rechtlich wegen der Vorwürfe verfolgt.

#### Odebrecht-Skandal
Das brasilianische Unternehmen Novonor (früher: Odebrecht) hatte in Süd- und Mittelamerika laut Schätzungen des US-Justizministeriums zwischen 2003 und 2016 insgesamt 788 Millionen Dollar an Bestechungsgeldern an eine Vielzahl an hohen Politikern gezahlt. Dem Unternehmen wurden im Gegenzug profitable Aufträge zugewiesen. Martinelli war eine von 50 Personen in Panama, die in einem Bericht von der panamaischen Antikorruptionsstaatsanwältin Tania Sterling und ihrer Abteilung mit dem Odebrecht-Skandal in Verbindung gebracht werden konnten.
Die beiden Söhne Martinellis, Luis Enrique Martinelli Linares und Ricardo Alberto Martinelli Linares, wurden schon zu Beginn des Skandals durch das US-Justizministerium mit dem Skandal in Verbindung gebracht. Sie sollen zwischen 2009 und 2014 Vermittler bei der Zahlung von Bestechungsgeldern an einen engen Verwandten, der zu dieser Zeit ein hoher Regierungsbeamter war, gewesen sein. Es soll sich dabei um Gelder im Umfang von etwa 28 Millionen Dollar gehandelt haben.
Beide Söhne legten im Dezember 2021 Geständnisse ab, welche die Anschuldigungen der US-Justiz bestätigten. Der Name von Ex-Präsident Martinelli wurde hierbei vom US-Justizministerium nicht explizit genannt und er selbst wurde nicht verurteilt, es wurde aber weiter über seine mögliche Verwicklung in den Skandal ermittelt. Im Januar 2023 wurde von der US-Regierung jedoch gegenüber Martinelli ein Einreiseverbot verhängt, da er an Korruption beteiligt gewesen sei.
Am 23. Februar 2022 hatte das zweite Wahlverwaltungsgericht Panamas auf Antrag der Strafrichterin Baloisa Marquínez, welche für die Ermittlungen im Odebrecht- und „New-Business“-Fall zuständig war, Martinellis strafrechtliche Immunität ursprünglich aufgehoben, sodass er wegen der Skandale hätte verfolgt werden können. Im März wurde dieses Urteil jedoch vom Obersten Wahlgericht Panamas wieder aufgehoben und Martinellis Immunität wurde restauriert. Sowohl die panamaische Oppositionspartei Partido Panameñista als auch der panamaische Generalstaatsanwalt Javier Caraballo haben Verfassungsklage gegen die Entscheidung des Obersten Wahlgerichts beim panamaischen Obersten Gerichtshof (CSJ) eingelegt. Im Juli nahm das Tribunal Electoral nach einer Berufung die Entscheidung, die Immunität Martinellis beizubehalten, wieder zurück und hob die Immunität auf. Das CSJ erklärte später das ursprüngliche Urteil des Tribunal Electoral, die Immunität Martinellis beizubehalten, für verfassungswidrig und unterstützte die Aufhebung der Immunität.
Nach einer Vorverhandlung im September 2022 wird im August 2023 im Zuge der Odebrecht-Ermittlungen ein Gerichtsverfahren unter anderem gegen Martinelli eröffnet.

#### New-Business-Fall
Im Jahre 2017 begann die panamaische Staatsanwaltschaft Untersuchungen, die einen möglichen Fall der Geldwäsche beim Kauf des Verlagskonzerns EPESA im Jahr 2010 betrafen. Martinelli soll während seiner Präsidentschaft gemeinsam mit mehreren Mitangeklagten mittels Scheinfirmen etwa 44 Millionen Dollar aus staatlichen Infrastrukturprogrammen abgeschöpft haben. Mit diesen Geldern soll laut der Staatsanwaltschaft das Unternehmen EPESA gekauft worden sein. Die Zeitschriften des Konzerns sollen laut der Anklage ihre Berichterstattung zugunsten des Präsidenten angepasst haben. Martinelli bekundete hingegen, er sei unschuldig, die Verteidigung beantragte Freispruch für Martinelli.
Am 17. Juli 2023 wurde Martinelli vom Zweiten Strafgerichtshof des Ersten Gerichtsbezirks Panamas der Geldwäsche für schuldig befunden. Er wurde im Zuge des Urteils zu 10 Jahren und 8 Monaten Freiheitsstrafe verurteilt und muss als Nebenstrafe umgerechnet über 17 Millionen Euro an Strafzahlungen leisten. Die Verteidigung kündigte an, in Berufung zu gehen und alle rechtlichen Möglichkeiten auszuschöpfen. Am 2. Februar 2024 wurde das Urteil nach einem Kassationsverfahren durch den panamaischen Obersten Gerichtshof endgültig bestätigt. Noch im selben Monat flüchtete Martinelli in die nicaraguanische Botschaft in Panamas, da Nicaragua ihm politisches Asyl gewährte. In Panama selbst droht ihm eine Inhaftierung. Im Juni reiste er nach Kolumbien aus, wo Präsident Gustavo Petro ihm Asyl gewährte.

### Vorwürfe der illegalen Abhörung und Unterschlagung
Nachdem Juan Carlos Varela die Präsidentschaftswahlen von 2014 gewonnen hatte, wurden Untersuchungen gegen Martinelli angestoßen. Im Jahr 2015 wurden vom Obersten Gerichtshof Panamas Ermittlungen aufgrund von Korruptionsvorwürfen begonnen. Er soll etwa 45 Millionen Dollar beim Erwerb von getrockneten Lebensmitteln im Zuge eines Sozialprogramms unterschlagen haben. Die Vorwürfe wurden erstmals von Giacomo Tamburelli, dem einstigen Vorsitzenden des Panamaischen Hilfsprogramms (PAN), geäußert. Noch im Juli desselben Jahres wurden weitere Ermittlungen losgestoßen, da Martinelli rund 150 Journalisten, Unternehmer und politische Gegner illegal abgehört haben soll. Der Oberste Gerichtshof stellte noch in 2015 einen Haftbefehl gegen Martinelli aus. Dieser genoss ursprünglich Immunität, da er Vorsitzender einer politischen Partei war. Das Tribunal Electoral, das panamaische Wahlgericht, hob diese Immunität allerdings auf Antrag des Obersten Gerichtshofes am 8. April 2015 auf.
Martinelli war weiterhin Abgeordneter im Zentralamerikanischen Parlament (PARLACEN) und beanspruchte in dieser Position Immunität. PARLACEN stellte allerdings fest, dass keine Immunität vorliegt. Da sich Martinelli aber schon seit Frühjahr 2015 nach Florida abgesetzt hatte, konnte der Haftbefehl praktisch dennoch nicht durchgesetzt werden. Im Mai 2017 stellte Interpol einen internationalen Haftbefehl gegen Martinelli aus. Im Juni 2017 wurde er von den US-Behörden festgenommen. Er wehrte sich gegen die kommende Auslieferung, welche von den USA dennoch im Juni des folgenden Jahres durchgeführt wurde. Er wurde temporär in das panamaische Gefängnis El Renacer eingewiesen.
Martinelli versuchte in den Wahlen des Jahres 2019 als Bürgermeister von Panama-Stadt und als Kandidat für die Nationalversammlung anzutreten, er wurde jedoch im April 2019 vom Tribunal Electoral von der Kandidatur ausgeschlossen. Im August desselben Jahres wurde er von einem Gericht in Panama-Stadt freigesprochen. Das oberste Berufungsgericht Panamas hob den Freispruch im Jahr 2020 allerdings auf Antrag der Kläger wieder auf. Am 9. November 2021 wurde er erneut von allen Anschuldigungen freigesprochen. Martinelli hatte über die komplette Zeit der Ermittlungen stets betont, dass er unschuldig sei und es sich bei den Untersuchungen um politische Verfolgung durch Varela handele.

## Ehrungen
- 26. August 2010: Großkreuz mit Collane des Orden El Sol del Perú und Großkreuz der Ehrenmedaille des peruanischen Kongresses[84]
- 11. Mai 2013: Doctor of Humane Letters der University of Arkansas[85]
- 29. Juli 2013: Großkreuz mit Collane des Ordens des Infanten Dom Henrique[86]